# شروود اندرسن
شروود اندرسن (به انگلیسی: Sherwood Anderson) (زاده ۱۳ سپتامبر ۱۸۷۶ – درگذشته ۸ مارس ۱۹۴۱) از نویسندگان برجستهٔ آمریکایی است. وی از نویسندگان عصر طلایی داستان کوتاه در آمریکا به‌شمار می‌رود.
داستان‌های اندرسون روایت زندگی طبقه متوسط جامعه آمریکا و به ویژه آدم‌های حاشیه اجتماع است. آدم‌هایی محروم و ناکام که گریزی جز تنهایی و خیال‌بافی ندارند.

## زندگی
شروود اندرسن در ۱۳ سپتامبر ۱۸۷۶ در شهر کمدن ایالت اوهایو در یک خانواده فقیر متولد شد. پدرش سازنده زین اسب بود. شروود به علت این که مجبور بود برای کسب درآمد به کارهایی مثل دوچرخه‌سازی، تبلیغات تجاری و رنگ‌سازی بپردازد بنابراین امکان تحصیل به صورت منظم را پیدا نکرد.

اندرسن به تدریج و در حوالی سال ۱۹۱۳ به ادبیات روی آورد. وی از جمله نویسندگانی بود که نخستین توفیق ادبی‌اش را در میانسالی به دست آورد.
اندرسن در طی عمر خود هفت رمان و چندین داستان کوتاه از جمله «من احمق»، «نمی‌فهمم چرا» و «مرگ در جنگل» نوشت و در این راه از چنان موفقیتی برخوردار شد که او را پدر داستان کوتاه مدرن نامیده‌اند.

## سبک
نگاه جدید او که در انتخاب سوژهٔ داستان متجلی شده و زبان روایی او از چنان ویژگی‌هایی برخوردار است که با وجود آثار محدود، او را عامل گذر از سبک داستان‌نویسی قرن نوزدهم و از عوامل اصلی شکل‌یابی داستان کوتاه مدرن می‌نامند. از همین روست که تربیت و پیدایش نویسندگانی چون جان استاین‌بک، ارنست همینگوی و سرانجام ویلیام فاکنر را به آثار شروود اندرسن و تأثیر او بر نویسندگان نسل جدید منتسب می‌کنند. با این تفاوت که توقف اندرسن در آثار معدودش موجب شد تا شاگردانی که پا گرفتند با استمرار در راه خود از استاد پیشی گیرند و در تاریخ ادبیات جایگاهی بس والا بیابند.

اندرسن از رشد و گسترش جنون‌آمیز دنیای تجاری و صنعتی پیرامونش در رنج بود و اغلب در آثارش نشانه‌هایی از مقایسه جامعه امروز و آدم‌های مسخ‌شده‌اش با جوامع ساده و راحت گذشته بود. اندرسن معتقد بود جهش‌های اقتصادی جوامع صنعتی، دیواری بین مردم و مسائل معنوی کشیده و این دیوار را باید با نیروی عشق و روابط خلاقانه بین آدم‌ها از بین برد.

## مرگ
اندرسن در ۸ مارس ۱۹۴۱ و در ۶۴ سالگی درگذشت. وی طی سفر دریایی تفریحی که با همسرش به آمریکای جنوبی انجام داد، دچار بیماری و دل درد شد به گونه‌ای که مجبور شد در میانه مسافرت و در پاناما کشتی را ترک گفته و به بیمارستان مراجعه نماید. تلاش پزشکان نتیجه‌ای ندارد و اندرسن درگذشت. کالبدشکافی نشان داد که وی به‌طور تصادفی خلال دندانی را بلعیده و این خلال باعث آسیب و عفونت اعضای داخلی بدنش شده بود.

جسد اندرسن به آمریکا بازگردانده شد و در گورستان راوند هیل شهر ماریون ایالت ویرجینیا به خاک سپرده شد.

### رمان
- پسر ویندی مک‌فرسون (۱۹۱۶)
- مردان پیاده (۱۹۱۷)
- سفید بینوا(۱۹۲۰)
- خنده سیاه (۱۹۲۵)
- تار: دوران کودکی در غرب میانه
- آلیس و رمان گمشده (۱۹۲۹)
- فراتر از هوس (۱۹۳۲)
- کیت برندون: یک چهره (۱۹۳۶)

### مجموعه داستان کوتاه
- من احمقم (I am a fool) و میخواهم بفهمم چرا؟ (I want to know why)
- واینزبرگ، اوهایو (۱۹۱۹)
- پیروزی تخم مرغ (۱۹۲۱)
- اسب‌ها و مردان (۱۹۲۳)
- مرگ در جنگل و دیگر داستان‌ها (۱۹۳۳)